# Primera Ronda Eliminatoria a la Eurocopa Sub-17 2006
La Primera Ronda Eliminatoria a la Eurocopa Sub-17 2006 contó con la participación de 48 selecciones infantiles de Europa para definir a los 25 clasificados a la Ronda Élite a la Eurocopa Sub-17 2006.
España, Francia e Inglaterra avanzaron directamente a la siguiente ronda.

## Resultados

### Grupo 1
Los partidos se jugaron en Lituania.
| País                | J | G | E | P | GF | GC | GD | Pts |
| ------------------- | - | - | - | - | -- | -- | -- | --- |
| Serbia y Montenegro | 3 | 3 | 0 | 0 | 9  | 1  | 8  | 9   |
| Irlanda del Norte   | 3 | 2 | 0 | 1 | 5  | 4  | 1  | 6   |
| Lituania            | 3 | 1 | 0 | 2 | 2  | 5  | -3 | 3   |
| Malta               | 3 | 0 | 0 | 3 | 1  | 7  | -6 | 0   |

| 27 de septiembre | Irlanda del Norte   | 3 - 1 | Malta               | Kaunas      |
|                  | Serbia y Montenegro | 4 - 0 | Lituania            | Marijampolė |
| 29 de septiembre | Irlanda del Norte   | 1 - 0 | Lituania            | Marijampolė |
|                  | Malta               | 0 - 2 | Serbia y Montenegro | Kaunas      |
| 1 de octubre     | Serbia y Montenegro | 3 - 1 | Irlanda del Norte   | Kaunas      |
|                  | Lituania            | 2 - 0 | Malta               | Marijampolė |

### Grupo 2
Los partidos se jugaron en Ucrania.
| País    | J | G | E | P | GF | GC | GD | Pts |
| ------- | - | - | - | - | -- | -- | -- | --- |
| Irlanda | 3 | 2 | 1 | 0 | 6  | 3  | 3  | 7   |
| Italia  | 3 | 1 | 2 | 0 | 6  | 5  | 1  | 5   |
| Ucrania | 3 | 1 | 1 | 1 | 4  | 4  | 0  | 4   |
| Letonia | 3 | 0 | 0 | 3 | 1  | 5  | -4 | 0   |

| 27 de septiembre | Italia  | 2 - 1 | Letonia | Kiev |
|                  | Ucrania | 1 - 2 | Irlanda | Kiev |
| 29 de septiembre | Letonia | 0 - 1 | Ucrania | Kiev |
|                  | Italia  | 2 - 2 | Irlanda | Kiev |
| 1 de octubre     | Ucrania | 2 - 2 | Italia  | Kiev |
|                  | Irlanda | 2 - 0 | Letonia | Kiev |

### Grupo 3
Los partidos se jugaron en Bélgica.
| País     | J | G | E | P | GF | GC | GD | Pts |
| -------- | - | - | - | - | -- | -- | -- | --- |
| Bélgica  | 3 | 1 | 2 | 0 | 5  | 4  | 1  | 5   |
| Bulgaria | 3 | 1 | 1 | 1 | 5  | 2  | 3  | 4   |
| Austria  | 3 | 1 | 1 | 1 | 4  | 6  | -2 | 4   |
| Georgia  | 3 | 0 | 2 | 1 | 3  | 5  | -2 | 2   |

| 19 de octubre | Austria  | 0 - 4 | Bulgaria | Aalter     |
|               | Bélgica  | 2 - 2 | Georgia  | Deinze     |
| 21 de octubre | Georgia  | 0 - 2 | Austria  | Oudenaarde |
|               | Bélgica  | 1 - 0 | Bulgaria | Deinze     |
| 23 de octubre | Austria  | 2 - 2 | Bélgica  | Aalter     |
|               | Bulgaria | 1 - 1 | Georgia  | Oudenaarde |

### Grupo 4
Los partidos se jugaron en Israel.
| País       | J | G | E | P | GF | GC | GD  | Pts |
| ---------- | - | - | - | - | -- | -- | --- | --- |
| Rusia      | 3 | 2 | 1 | 0 | 6  | 1  | 5   | 7   |
| Israel     | 3 | 2 | 0 | 1 | 12 | 4  | 8   | 6   |
| Azerbaiyán | 3 | 1 | 1 | 1 | 5  | 6  | -1  | 4   |
| Armenia    | 3 | 0 | 0 | 3 | 2  | 14 | -12 | 0   |

| 24 de octubre | Israel     | 5 - 1 | Azerbaiyán | Herzliya  |
|               | Rusia      | 4 - 0 | Armenia    | Kfar Saba |
| 26 de octubre | Israel     | 7 - 2 | Armenia    | Herzliya  |
|               | Azerbaiyán | 1 - 1 | Rusia      | Kfar Saba |
| 28 de octubre | Rusia      | 1 - 0 | Israel     | Herzliya  |
|               | Armenia    | 0 - 3 | Azerbaiyán | Kfar Saba |

### Grupo 5
Los partidos se jugaron en Portugal.
| País        | J | G | E | P | GF | GC | GD  | Pts |
| ----------- | - | - | - | - | -- | -- | --- | --- |
| Alemania    | 3 | 3 | 0 | 0 | 16 | 0  | 16  | 9   |
| Portugal    | 3 | 2 | 0 | 1 | 9  | 2  | 7   | 6   |
| Islas Feroe | 3 | 0 | 1 | 2 | 3  | 11 | -8  | 1   |
| San Marino  | 3 | 0 | 1 | 2 | 3  | 18 | -15 | 1   |

| 14 de octubre | Portugal    | 5 - 0  | San Marino  | Figueira da Foz |
|               | Alemania    | 4 - 0  | Islas Feroe | Touriz          |
| 16 de octubre | Portugal    | 4 - 0  | Islas Feroe | Tábua           |
|               | San Marino  | 0 - 10 | Alemania    | Soure           |
| 18 de octubre | Alemania    | 2 - 0  | Portugal    | Coímbra         |
|               | Islas Feroe | 3 - 3  | San Marino  | Figueira da Foz |

### Grupo 6
Los partidos se jugaron en Andorra.
| País            | J | G | E | P | GF | GC | GD  | Pts |
| --------------- | - | - | - | - | -- | -- | --- | --- |
| Suecia          | 3 | 2 | 1 | 0 | 10 | 3  | 7   | 7   |
| República Checa | 3 | 2 | 0 | 1 | 10 | 4  | 6   | 6   |
| Islandia        | 3 | 1 | 1 | 1 | 9  | 6  | 3   | 4   |
| Andorra         | 3 | 0 | 0 | 3 | 0  | 16 | -16 | 0   |

| 23 de septiembre | Islandia        | 6 - 0 | Andorra         | Andorra la Vieja |
|                  | República Checa | 1 - 3 | Suecia          | Andorra la Vieja |
| 25 de septiembre | Islandia        | 2 - 2 | Suecia          | Andorra la Vieja |
|                  | Andorra         | 0 - 5 | República Checa | Andorra la Vieja |
| 27 de septiembre | República Checa | 4 - 1 | Islandia        | Andorra la Vieja |
|                  | Suecia          | 5 - 0 | Andorra         | Foix             |

### Grupo 7
Los partidos se jugaron en Finlandia.
| País                 | J | G | E | P | GF | GC | GD | Pts |
| -------------------- | - | - | - | - | -- | -- | -- | --- |
| Finlandia            | 3 | 2 | 1 | 0 | 5  | 2  | 3  | 7   |
| Eslovaquia           | 3 | 2 | 0 | 1 | 12 | 4  | 8  | 6   |
| Grecia               | 3 | 1 | 0 | 2 | 3  | 10 | -7 | 3   |
| Bosnia y Herzegovina | 3 | 0 | 1 | 2 | 4  | 8  | -4 | 1   |

| 19 de septiembre | Finlandia            | 3 - 1 | Eslovaquia           | Ekenäs |
|                  | Grecia               | 3 - 2 | Bosnia y Herzegovina | Kerava |
| 21 de septiembre | Eslovaquia           | 7 - 0 | Grecia               | Lohja  |
|                  | Finlandia            | 1 - 1 | Bosnia y Herzegovina | Kerava |
| 23 de septiembre | Grecia               | 0 - 1 | Finlandia            | Lohja  |
|                  | Bosnia y Herzegovina | 1 - 4 | Eslovaquia           | Ekenäs |

### Grupo 8
Los partidos se jugaron en Polonia.
| País          | J | G | E | P | GF | GC | GD | Pts |
| ------------- | - | - | - | - | -- | -- | -- | --- |
| Moldavia      | 3 | 2 | 1 | 0 | 6  | 2  | 4  | 7   |
| Polonia       | 3 | 2 | 1 | 0 | 4  | 0  | 4  | 7   |
| Noruega       | 3 | 1 | 0 | 2 | 3  | 5  | -2 | 3   |
| Liechtenstein | 3 | 0 | 0 | 3 | 3  | 9  | -6 | 0   |

| 20 de septiembre | Polonia       | 4 - 2 | Liechtenstein | Szubin    |
|                  | Polonia       | 2 - 0 | Noruega       | Bydgoszcz |
| 22 de septiembre | Liechtenstein | 0 - 2 | Polonia       | Toruń     |
|                  | Moldavia      | 2 - 0 | Noruega       | Świecie   |
| 24 de septiembre | Polonia       | 0 - 0 | Moldavia      | Szubin    |
|                  | Noruega       | 3 - 1 | Liechtenstein | Toruń     |

### Grupo 9
Los partidos se jugaron en Macedonia.
| País                | J | G | E | P | GF | GC | GD | Pts |
| ------------------- | - | - | - | - | -- | -- | -- | --- |
| Turquía             | 3 | 3 | 0 | 0 | 6  | 1  | 5  | 9   |
| Rumania             | 3 | 1 | 1 | 1 | 4  | 1  | 3  | 4   |
| Croacia             | 3 | 1 | 1 | 1 | 2  | 1  | 1  | 4   |
| Macedonia del Norte | 3 | 0 | 0 | 3 | 1  | 10 | -9 | 0   |

| 16 de octubre | Turquía   | 1 - 0 | Rumania             | Ohrid  |
|               | Croacia   | 2 - 0 | Macedonia del Norte | Struga |
| 18 de octubre | Rumania   | 0 - 0 | Croacia             | Struga |
|               | Turquía   | 4 - 1 | Macedonia del Norte | Ohrid  |
| 20 de octubre | Croacia   | 0 - 1 | Turquía             | Ohrid  |
|               | Macedonia | 0 - 4 | Rumania             | Struga |

### Grupo 10
Los partidos se jugaron en Hungría.
| País    | J | G | E | P | GF | GC | GD | Pts |
| ------- | - | - | - | - | -- | -- | -- | --- |
| Hungría | 3 | 3 | 0 | 0 | 9  | 1  | 8  | 9   |
| Chipre  | 3 | 2 | 0 | 1 | 3  | 2  | 1  | 6   |
| Escocia | 3 | 1 | 0 | 2 | 3  | 3  | 0  | 3   |
| Albania | 3 | 0 | 0 | 3 | 1  | 10 | -9 | 0   |

| 26 de septiembre | Chipre  | 1 - 0 | Escocia | Andráshida   |
|                  | Albania | 1 - 5 | Hungría | Zalaegerszeg |
| 28 de septiembre | Albania | 0 - 3 | Escocia | Andráshida   |
|                  | Hungría | 2 - 0 | Chipre  | Zalaegerszeg |
| 30 de septiembre | Chipre  | 2 - 0 | Albania | Andráshida   |
|                  | Escocia | 0 - 2 | Hungría | Zalaegerszeg |

### Grupo 11
Los partidos se jugaron en Bielorrusia.
| País         | J | G | E | P | GF | GC | GD | Pts |
| ------------ | - | - | - | - | -- | -- | -- | --- |
| Países Bajos | 3 | 1 | 2 | 0 | 3  | 2  | 1  | 5   |
| Dinamarca    | 3 | 1 | 2 | 0 | 2  | 1  | 1  | 5   |
| Bielorrusia  | 3 | 1 | 1 | 1 | 1  | 1  | 0  | 4   |
| Eslovenia    | 3 | 0 | 1 | 2 | 1  | 3  | -2 | 1   |

| 29 de septiembre | Países Bajos | 1 - 1 | Eslovenia    | Minsk |
|                  | Noruega      | 0 - 0 | Bielorrusia  | Minsk |
| 1 de octubre     | Eslovenia    | 0 - 1 | Dinamarca    | Minsk |
|                  | Países Bajos | 1 - 0 | Bielorrusia  | Minsk |
| 3 de octubre     | Dinamarca    | 1 - 1 | Países Bajos | Minsk |
|                  | Bielorrusia  | 1 - 0 | Eslovenia    | Minsk |

### Grupo 12
Los partidos se jugaron en Gales.
| País       | J | G | E | P | GF | GC | GD | Pts |
| ---------- | - | - | - | - | -- | -- | -- | --- |
| Suiza      | 3 | 3 | 0 | 0 | 12 | 2  | 10 | 9   |
| Gales      | 3 | 1 | 1 | 1 | 4  | 5  | -1 | 4   |
| Estonia    | 3 | 1 | 0 | 2 | 3  | 8  | -5 | 3   |
| Kazajistán | 3 | 0 | 1 | 2 | 4  | 8  | -4 | 1   |

| 22 de septiembre | Gales      | 2 - 2 | Kazajistán | Flint   |
|                  | Suiza      | 5 - 1 | Estonia    | Rhyl    |
| 24 de septiembre | Kazajistán | 1 - 4 | Suiza      | Flint   |
|                  | Gales      | 2 - 0 | Estonia    | Rhyl    |
| 26 de septiembre | Suiza      | 3 - 0 | Gales      | Wrexham |
|                  | Estonia    | 2 - 1 | Kazajistán | Flint   |